# Madrigalejo del Monte
Madrigalejo del Monte – gmina w Hiszpanii, w prowincji Burgos, w Kastylii i León, o powierzchni 25,17 km². W 2011 roku gmina liczyła 182 mieszkańców.